# Webster Bay
Die Webster Bay (chinesisch 普陀湾 Putuo Wan) ist eine Nebenbucht der Prydz Bay an der Ingrid-Christensen-Küste des ostantarktischen Prinzessin-Elisabeth-Lands. Sie liegt zwischen der Priddy Promontory und der Tonagh Promontory im südwestlichen Abschnitt der Larsemann Hills.
Das Antarctic Names Committee of Australia benannte sie 1988 nach dem australischen Politiker James Websters (* 1925), zu dessen Ressort als australischer Wissenschaftsminister von 1975 bis 1979 sämtliche Angelegenheit Antarktika betreffend gehörten.